# سینوتال
سینوتال (CinnoTal) دارویی است با ماده مؤثره بوسرلین استات که برای افزایش راندمان گله و کاهش مشکلات تولید مثلی و درمان اختلالات باروری با منشاء تخمدانی مورد استفاده قرار می‌گیرد. این دارو توسط شرکت داروسازی سیناژن تولید می‌شود.

## دسته دارویی
این دارو از دسته هورمون‌ها می‌باشد.بوسرلین یکی از آنالوگ‌های آگونیستی هورمون GnRH است که با تحریک ثابت غدة هیپوفیز باعث کاهش ترشح هیپوفیزی هورمون LH در جنس نر و FSH در جنس ماده می‌گردد. 

## شکل دارویی
محلول آبی تزریقی

## موارد مصرف
مانند سایر آگونیست‌های GnRH، بوسرلین را می‌توان در هورمون درمانی سرطان‌های پستان و پروستات و ناهنجاری‌های مربوط به استروژن مانند اندومتریوز و فیبروئید رحمی و همچنین لقاح مصنوعی بکار برد 

## طریقه مصرف
درمان کیست‌های تخمدانی ازجمله عوامل مهم ناباروی گاو شیری می‌باشد  کیست‌های تخمدانی یا منشاء فولـیکولی یا منشاء لوتئال دارند علایم بالینی کیست‌های تخمدانی عبارتند از سیکل فحلی نامنظم، آنستروس ونمفومانی برای بهبود وضعیت باروری بعد اززایمان درطول۴۰ روزاول بعد اززایمان تزریق بوسرلین احتمال بروزاختلالات تخمدانی را کاهش میدهد.
این دارو جهت مصارف درگاو وگوسفند، اسب، بز، سگ وگربه کاربرد دارد روش مصرف دارو تزریق داخل وریدی، عضلانی وزیرجلدی می‌باشد ودرکیست‌های تخمدانی۵ میلی لیتروجهت پیشگیری از تأخیر درتخمک گذاری ۵/۲میلی لیتر و برای بهبود وضعیت باروری بعد اززایمان ۵/۲ میلی لیترتجویز میگردد